# Instituto Colombiano de Bienestar Familiar
El Instituto Colombiano de Bienestar Familiar "Cecilia de la Fuente de Lleras" (ICBF) es una entidad vinculada al Departamento para la Prosperidad Social de Colombia. El Instituto fue establecido en 1968 en respuesta a problemáticas que afectan a la sociedad colombiana, como lo son la malnutrición, la división e inestabilidad del núcleo familiar y la niñez desvalida.
Fue creado mediante la Ley 75 de 1968. La Ley 7 de 1979 en el Capítulo II, el artículo veinte establece que «El Instituto Colombiano de Bienestar Familiar tendrá por objeto fortalecer la familia y proteger al menor de edad» también en 1992 se creó el programa "Los niños buscan su hogar" hoy "me conoces".
Desde el año 2007, y por la Ley 1167, se denomina al Instituto Colombiano de Bienestar Familiar, "Cecilia de la Fuente de Lleras" en honor a la primera dama de la nación entre 1966 y 1970 quien fuese cofundadora de la entidad por medio de la llamada Ley Cecilia.
El ICBF cuenta con centros zonales, los cuales son puntos para atender a los cerca de 10 millones de personas asistidas.

## Ubicación
La sede de la Dirección General del Instituto Colombiano de Bienestar Familiar está ubicada en Bogotá; para su funcionamiento se divide en 33 regionales y cuenta con 206 Centros Zonales a nivel municipal. Que todas las personas tengan el derecho de hacer lo que ellos puedan y quieran, no por obligación y que todos los niños tengan sus padres de comunidad. 

## Listado histórico de directores
Listado de directoras(es) titulares recientes.
| Titular                         | Periodo                                          | Designado por      | Ref    |
| ------------------------------- | ------------------------------------------------ | ------------------ | ------ |
| Astrid Cáceres                  | 17 de febrero de 2023 - En el cargo              | Gustavo Petro      | [ 7 ]  |
| Concepción Baracaldo            | 13 de septiembre de 2022 - 17 de febrero de 2023 | Gustavo Petro      | [ 7 ]  |
| Lina Arbeláez                   | 20 de febrero de 2020 - 7 de agosto de 2022      | Iván Duque         | [ 8 ]  |
| Juliana Pungiluppi              | 7 de agosto de 2018 - 19 de febrero de 2020      | Iván Duque         | [ 8 ]  |
| Karen Abudinen                  | 14 de agosto de 2017 - 7 de agosto de 2018       | Juan Manuel Santos | [ 9 ]  |
| Cristina Plazas                 | 31 de julio de 2014 - 14 de agosto de 2017       | Juan Manuel Santos | [ 10 ] |
| Marco Aurelio Zuluaga Giraldo   | 2013 - 2014                                      | Juan Manuel Santos | [ 8 ]  |
| Diego Molano                    | 2011 - 2013                                      | Juan Manuel Santos | [ 11 ] |
| Elvira Forero Hernández         | 2011 - 2013                                      | Álvaro Uribe       | [ 11 ] |
| Beatriz Londoño Soto            | 2002 - 2006                                      | Álvaro Uribe       | [ 11 ] |
| Gustavo Eduardo Vergara Wiesner | 1990-1992                                        | César Gaviria      | [ 12 ] |